# NGC 3424
NGC 3424 est une galaxie spirale barrée située dans la constellation du Petit Lion. NGC 3424 a été découverte par l'astronome germano-britannique William Herschel en 1785.

## Caractéristiques
La classe de luminosité de NGC 3424 est II et elle présente une large raie HI. La galaxie NGC 3424 renferme aussi des régions d'hydrogène ionisé.

### Distance
Sa vitesse par rapport au fond diffus cosmologique est de 1 777 ± 20 km/s, ce qui correspond à une distance de Hubble de 26,2 ± 1,9 Mpc (∼85,5 millions d'al).
À ce jour, quatre mesures non basées sur le décalage vers le rouge (redshift) donnent une distance de 30,225 ± 0,776 Mpc (∼98,6 millions d'al), ce qui est à l'extérieur des valeurs de la distance de Hubble. Notons que c'est avec la valeur moyenne des mesures indépendantes, lorsqu'elles existent, que la base de données NASA/IPAC calcule le diamètre d'une galaxie et qu'en conséquence le diamètre de NGC 3424 pourrait être d'environ 22,9 kpc (∼74 700 al) si on utilisait la distance de Hubble pour le calculer.

### Luminosité dans l'infrarouge
La luminosité de la galaxie NGC 3424 dans l'infrarouge lointain (de 40 à 400 µm)  est égale à 1,51 × 1010 {\displaystyle L_{\odot }} (1010,18{\displaystyle L_{\odot }}) et sa luminosité totale dans l'infrarouge (de 8 à 1 000 µm) est de 2,00 × 1010 {\displaystyle L_{\odot }} (1010,30{\displaystyle L_{\odot }}).

## Groupe de NGC 3396 et Holm 218
NGC 3424 fait partie du groupe de NGC 3396. Ce groupe de galaxies comprend au moins 11 galaxies : NGC 3381, NGC 3395, NGC 3396, NGC 3424, NGC 3430, NGC 3442, UGC 5898, IC 2604, PGC 32631, UGC 5934 et UGC 5990.

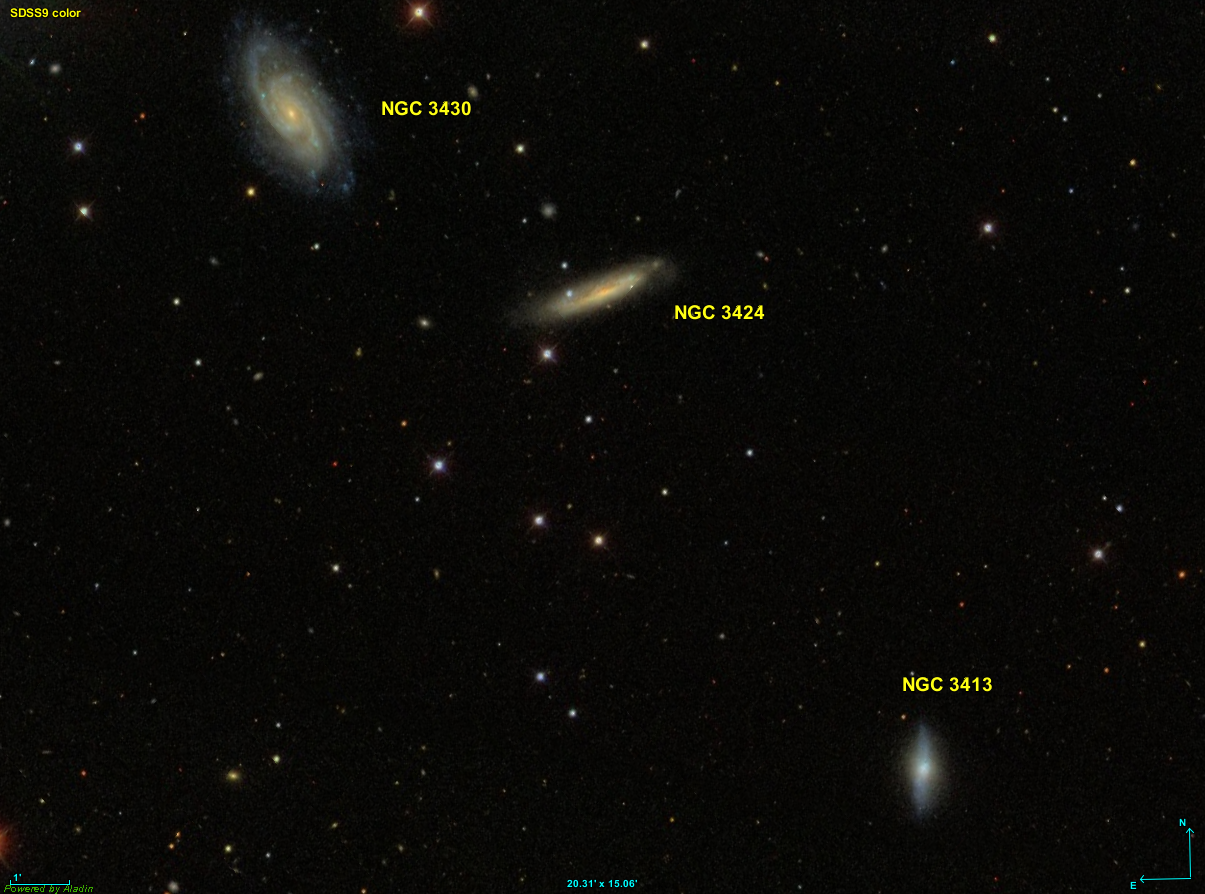
Les trois galaxies de Holm 218

Selon un article publié par de Vaucouleurs et Corwin en 1976, NGC 3413, NGC 3424 et NGC 3430 forment un trio de galaxie catalogué sous le nom de Holm 218. Cependant, NGC 3413 est à environ 29 millions d'années-lumière, alors que les deux autres galaxies sont respectivement à 68 et 72 millions d'années-lumière. De plus, NGC 3424 et NGC 3430 figure dans le groupe de NGC 3396, alors que NGC 3413 ne s'y trouve pas. Il semble donc peu probable que Holm 218 forme réellement un trio de galaxies en interaction.